# Max von Waldberg

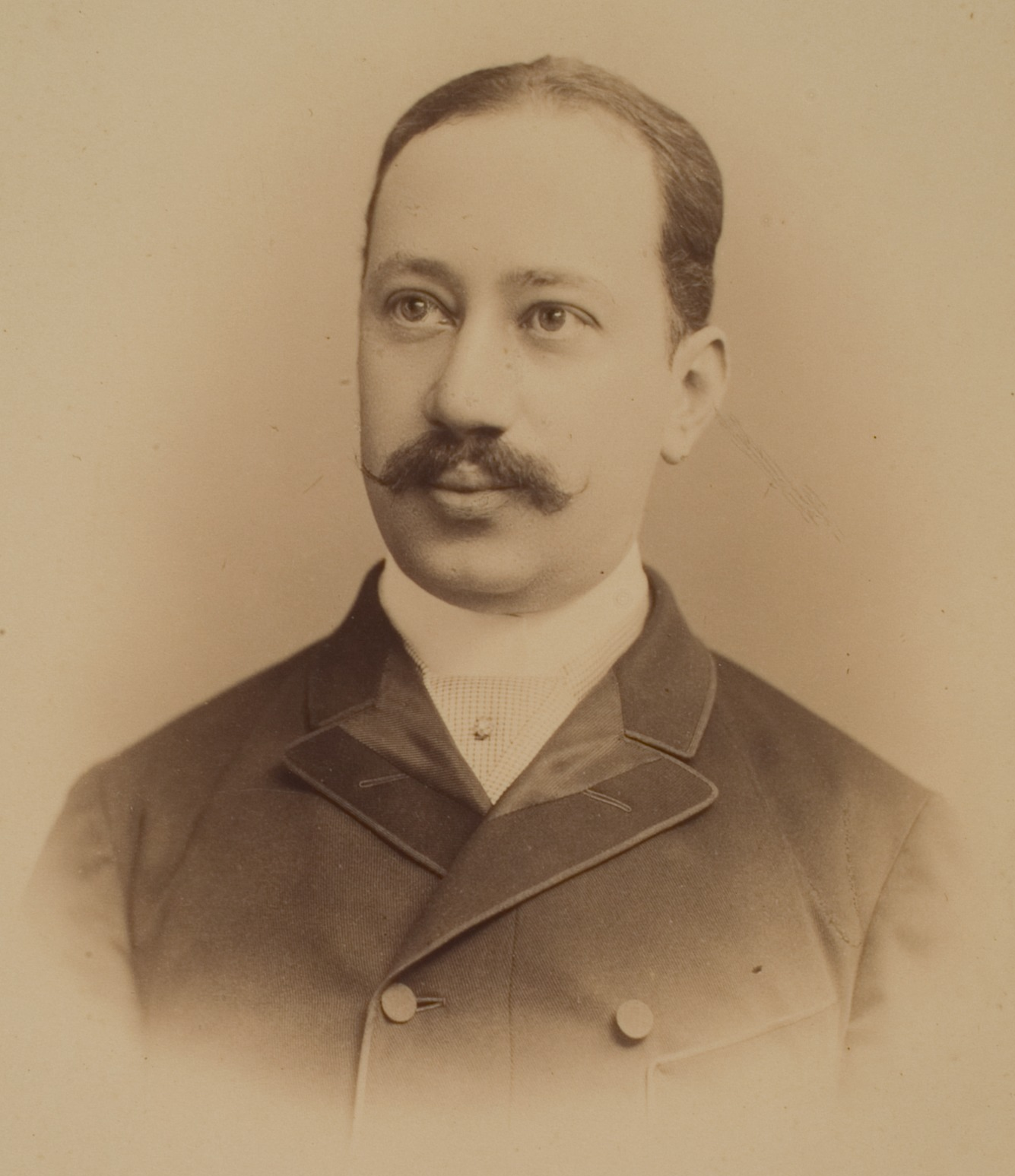
Max von Waldberg

Max Freiherr von Waldberg (* 1. Januar 1858 in Jassy, Fürstentum Moldau; † 6. November 1938 in Heidelberg) war ein deutscher Sprach- und Literaturwissenschaftler.

## Leben
Waldberg studierte ab 1877 an der Universität Wien, der Franz-Josephs-Universität Czernowitz und der Friedrich-Wilhelms-Universität zu Berlin. In Czernowitz wurde er 1881 zum Dr. phil. promoviert. Er habilitierte sich 1884. Er erhielt 1888 ein Extraordinariat in Czernowitz und wurde 1889 von der Ruprecht-Karls-Universität Heidelberg zum außerordentlichen Professor berufen. Ab 1908 war er dort Honorarprofessor.
Zusammen mit dem Anglisten Josef Schick gab er von 1897 bis 1928 die Literarhistorischen Forschungen heraus.
Der spätere Propagandaminister Joseph Goebbels wurde am 21. April 1922 von ihm promoviert. Von Waldberg wurde am 12. April 1933, nachdem das Gesetz zur Wiederherstellung des Berufsbeamtentums in Kraft getreten war, wegen seiner jüdischen Abstammung in den Ruhestand versetzt. 1935 wurde ihm die Lehrbefugnis entzogen.
Max Freiherr von Waldberg ruht auf dem Heidelberger Bergfriedhof in der (Abt. D)

## Schriften
- Studien zu Lessings Stil in der Hamburgischen Dramaturgie. Berlin 1882 (Zugl. Diss. Universität Czernowitz, 1881).
- Die deutsche Renaissance-Lyrik. Berlin 1888.
- Goethe und das Volkslied. Berlin 1889.
- Der empfindsame Roman in Frankreich. Teil I: Die Anfänge bis zum Beginne des XVIII. Jahrhunderts. Straßburg/Berlin 1906.
- Studien und Quellen zur Geschichte des Romans. Band I: Zur Entwicklungsgeschichte der „schönen Seele“ bei den spanischen Mystikern. Berlin 1910.